# Kirche Alt Pillau
Bei der Kirche Alt Pillau handelte es sich um ein schlichtes in Fachwerk errichtetes Langhaus ohne Turm aus dem 17. Jahrhundert. Sie war evangelische Pfarrkirche eines kleinflächigen Kirchspiels im Südwestzipfel des Samlandes mit Sitz in der Landgemeinde Alt Pillau. Das Gotteshaus existiert heute nicht mehr.

## Kirchengebäude
Die Gründung der Kirche Alt Pillau erfolgte im Jahre 1598 durch den Markgrafen Georg Friedrich von Brandenburg. Im Jahre 1657 wurde das Gotteshaus durch Brand zerstört. 1674 wurde auf Befehl von Kurfürst Friedrich Wilhelm der Grundstein zu einem Neubau gelegt, der 1676 eingeweiht werden konnte.
Es handelte sich um ein breites, kurzes, in schlichtem Fachwerk errichtetes Langhaus ohne Turm, das von außen als Gotteshaus kaum erkennbar war. 
Das Kircheninnere war auf den Altar von 1599 ausgerichtet. Er zeigte in seinem Mittelfeld eine Darstellung der göttlichen Dreieinigkeit. In den Feldern der geöffneten Flügel waren die vier Evangelisten abgebildet, bei geschlossenen Flügeln war eine Szene aus der Passionsgeschichte Jesu zu sehen.
Die Kanzel entstand 1676. Sie stammte aus derselben Werkstatt (wohl des Johannes Pfeffer) wie das Wandgrab des Johannes Soher von 1677.
Eine Orgel erhielt die Kirche im Jahre 1751 mit einem Werk des Königsbergers Adam Gottlob Casparini. Im Dachstuhl befanden sich zwei Glocken.
Bis 1945 wurde die Alt Pillauer Kirche als Gotteshaus genutzt. Im selben Jahre wurde sie durch Kriegshandlungen zerstört. Später wurde das Gebäude ganz abgerissen, an seiner Stelle stehen heute Teile eines Fernmeldeamtes.

## Kirchengemeinde
Bereits in vorreformatorischen Zeit war Alt Pillau ein Kirchort. Nach der Reformation gehörte Alt Pillau  bis 1885 als Filialkirche der Pfarrgemeinde in Lochstädt (russisch: Pawlowo, der Ort existiert nicht mehr), seither hatte das neue Kirchspiel auch einen eigenen Pfarrer, auch wenn erst zehn Jahre später eine eigene Pfarrstelle errichtet wurde. Bei der Volkszählung im Jahr 1925 gehörten 4000 Gemeindeglieder zum Kirchspiel Alt Pillau, in das auch der Nachbarort Kamstigall (nicht mehr existent) einbezogen war.
Alt Pillau war bis 1945 eine Pfarrei innerhalb des Kirchenkreises Fischhausen (heute russisch: Primorsk) in der Kirchenprovinz Ostpreußen der Kirche der Altpreußischen Union.
Heute gibt es in Baltijsk nur noch eine Russisch-orthodoxe Kirchengemeinde. Hier lebende evangelische Kirchenglieder gehören zu der in den 1990er Jahren neu entstandenen evangelisch-lutherischen Gemeinde in Swetly (Zimmerbude), eine Filialgemeinde der Auferstehungskirche in Kaliningrad (Königsberg) innerhalb der Propstei Kaliningrad der Evangelisch-lutherischen Kirche Europäisches Russland.

### Pfarrer
Nach Bildung einer eigenen Kirchengemeinde im Jahre 1885 amtierten in Alt Pillau als evangelische Geistliche die Pfarrer:
- Oskar Waldemar Droste, 1885–1890
- Adolf Paul Rogowski, 1891–1894
- Heinrich Ernst Conrad Giere, 1894–1923
- Gerhard Badt, 1923–1940
- Ernst Daudert, 1940–1943
- Gerhard Lenkeit, 1943–1945

### Kirchenbücher
Von den Kirchenbüchern der Kirchengemeinde Alt Pillau (Pillau II) haben den Krieg überdauert und werden heute im Evangelischen Zentralarchiv in Berlin-Kreuzberg aufbewahrt:
- Taufen: 1885 bis 1925
- Trauungen: 1885 bis 1933
- Beerdigungen: 1885 bis 1944
- Konfirmationen: 1892 bis 1942